# Beninische Fußballnationalmannschaft (U-20-Männer)
Die beninische U-20-Fußballnationalmannschaft ist eine Auswahlmannschaft beninischer Fußballspieler. Sie unterliegt def Fédération Béninoise de Football und repräsentiert sie international auf U-20-Ebene, etwa in Freundschaftsspielen gegen die Auswahlmannschaften anderer nationaler Verbände oder bei U-20-Afrikameisterschaften und U-20-Weltmeisterschaften.
Die Mannschaft qualifizierte sich bislang nur 2005 für die U-20-WM. Dort schied sie bereits in der Vorrunde aus.
Das beste Ergebnis bei Afrikameisterschaften war der dritte Platz 2005.

## Teilnahme an U-20-Weltmeisterschaften
| 1977 | nicht qualifiziert |
| 1979 | nicht qualifiziert |
| 1981 | nicht qualifiziert |
| 1983 | nicht qualifiziert |
| 1985 | nicht qualifiziert |
| 1987 | nicht qualifiziert |
| 1989 | nicht qualifiziert |
| 1991 | nicht qualifiziert |
| 1993 | nicht qualifiziert |
| 1995 | nicht qualifiziert |
| 1997 | nicht qualifiziert |
| 1999 | nicht qualifiziert |
| 2001 | nicht qualifiziert |
| 2003 | nicht qualifiziert |
| 2005 | Vorrunde           |
| 2007 | nicht qualifiziert |
| 2009 | nicht qualifiziert |
| 2011 | nicht qualifiziert |
| 2013 | nicht qualifiziert |
| 2015 | nicht qualifiziert |
| 2017 | nicht qualifiziert |
| 2019 | nicht qualifiziert |
| 2023 | nicht qualifiziert |

## Teilnahme an U-20-Afrikameisterschaften
| 1979 | nicht teilgenommen |
| 1981 | zurückgezogen      |
| 1983 | nicht teilgenommen |
| 1985 | zurückgezogen      |
| 1987 | nicht teilgenommen |
| 1989 | nicht teilgenommen |
| 1991 | nicht qualifiziert |
| 1993 | nicht teilgenommen |
| 1995 | zurückgezogen      |
| 1997 | nicht qualifiziert |
| 1999 | nicht teilgenommen |
| 2001 | nicht teilgenommen |
| 2003 | nicht teilgenommen |
| 2005 | 3. Platz           |
| 2007 | zurückgezogen      |
| 2009 | nicht qualifiziert |
| 2011 | nicht qualifiziert |
| 2013 | Vorrunde           |
| 2015 | nicht qualifiziert |
| 2017 | zurückgezogen      |
| 2019 | nicht qualifiziert |
| 2021 | nicht qualifiziert |
| 2023 | Viertelfinale      |